# Bruno Berni
Bruno Berni (Roma, 2 marzo 1959) è un bibliotecario, traduttore e saggista italiano.

## Biografia
Laureato in lingue e letterature nordiche e in letteratura tedesca nel 1983 alla Sapienza di Roma, dal 1993 è stato direttore della biblioteca dell'Istituto Italiano di Studi Germanici a Roma, dove ha il ruolo di Dirigente di ricerca. Ha insegnato lingua e letteratura danese all'Università di Urbino e all'Università di Pisa e lingua danese alla LUISS di Roma.
A partire dal 1987 ha pubblicato numerose traduzioni di autori classici e moderni prevalentemente danesi, ma anche svedesi, norvegesi e tedeschi. Ha scritto saggi su autori scandinavi in riviste italiane e danesi, pubblicato volumi monografici e bibliografie e recensito opere nordiche in alcuni quotidiani.

## Libri
- Vedere la cicogna. Introduzione a Karen Blixen, Biblioteca del Vascello, Roma 1996. Robin, Roma 2004
- Letteratura danese in traduzione italiana. Una bibliografia, «Studi Nordici», Quaderno n. 1, Istituti Editoriali e Poligrafici Internazionali, Pisa 1999
- Ludvig Holberg tra Danimarca e Germania, Istituto Italiano di Studi Germanici, Roma 2016
- Miniature. Frammenti di letterature dal Nord, Aguaplano, Passignano s.T. 2017

## Traduzioni in volume
- Karen Blixen, Lettere dall'Africa 1914-31, Adelphi, Milano 1987
- Villy Sørensen, Seneca, Salerno, Roma 1988
- Henrik Stangerup, Lagoa Santa, Iperborea, Milano 1989
- Johan Turi, Vita del lappone, Adelphi, Milano 1991
- Fiabe lapponi e dell'estremo Nord, 2 voll., Mondadori, Milano 1992
- Karen Blixen, I cavalli fantasma, Biblioteca del Vascello, Roma 1993
- Villy Sørensen, Ragnarok, Biblioteca del Vascello, Roma 1993
- Hans Christian Andersen, Lo spettro - Il compagno di viaggio, Biblioteca del Vascello, Roma 1993
- Franz Hessel, Romanza parigina, Biblioteca del Vascello, Roma 1993
- August Strindberg, Dall'Italia, Biblioteca del Vascello, Roma 1993
- Peer Hultberg, Vie battute, Biblioteca del Vascello, Roma 1994
- Ludvig Holberg, Il viaggio sotterraneo di Niels Klim, Adelphi, Milano 1994
- Henrik Stangerup, Prendi il tuo letto e vattene, Biblioteca del Vascello, Roma 1994
- Peter Høeg, Il senso di Smilla per la neve, Mondadori, Milano 1994
- Karen Blixen, Dagherrotipi, con un saggio di Hannah Arendt, Adelphi, Milano 1995
- Ludvig Holberg, Mascherata, in: «L'ambra. Rivista di cultura scandinava», Anno III, n.2, 1995
- Peter Høeg, I quasi adatti, Mondadori, Milano 1996
- Peter Høeg, La donna e la scimmia, Mondadori, Milano 1997
- Peter Høeg, Racconti notturni, Mondadori, Milano 1997
- Hans Christian Andersen, Libro illustrato senza illustrazioni, Abramo, Catanzaro 1997
- Peter Høeg, La storia dei sogni danesi, Mondadori, Milano 1998
- Iselin C. Hermann, Per lettera, Mondadori, Milano 1999
- Mats Letén - Finn Næss-Schmidt, Julius, Gyldendal/Royal Copenhagen, Copenaghen 1999
- Henrik Nordbrandt, Il nostro amore è come Bisanzio, Donzelli, Roma 2000
- Morten Søndergaard, Conto alla rovescia per la Pietà Rondanini di Michelangelo, en plein officina, Milano 2000
- Birgithe Kosovic, Di notte a Gerusalemme, Donzelli, Roma 2000
- Bodil Jönsson, Dieci pensieri sul tempo, Einaudi, Milano 2000
- Jens Peter Jacobsen, Doktor Faust e gli altri racconti, Edizioni dell'Altana, Roma 2001
- Hans Christian Andersen, Fiabe e storie, Donzelli, Roma 2001, 2005, 2014
- Apparenze. Dieci racconti di narratori danesi, introduzione di Nicola Gardini, Avagliano, Cava de' Tirreni 2002
- Jens Christian Grøndahl, Silenzio in ottobre, Einaudi, Torino 2003
- Bjarne Reuter, Capitan Strambi e il Gongoletto, Fabbri, Milano 2003
- Søren Ulrik Thomsen, Vivo, Donzelli, Roma 2004
- Hjørdis Varmer – Lilian Brøgger, La favolosa vita di Hans Christian Andersen, Il Castoro, Milano 2004
- Hans Christian Andersen, Il bazar di un poeta, Giunti, Firenze 2005
- Mats Letén, Un uomo strano, Il Castoro Bambini, Milano 2005
- Johannes Jørgensen, Civita d'Antino, presentazione di Antonio Bini e Stig Holsting, Edizioni Menabò, Ortona 2005
- Fiabe nordiche, Giunti, Firenze 2005
- Selma Lagerlöf, Il carretto fantasma, Robin, Roma 2006
- Peter Høeg, La bambina silenziosa, Mondadori, Milano 2006
- Morten Søndergaard, A Vinci, dopo, Heimat, Napoli 2007
- Carsten Jensen, La leggenda degli annegati, Rizzoli, Milano 2007
- Hans Christian Andersen, Diari romani, Istituto Poligrafico, Roma 2008
- Simon Fruelund, Crepuscolo civile, Scritturapura, Asti 2008
- Peter Adolphsen, La pietra che parla, Fazi, Roma 2008
- Niels Lillelund, Bibendum, Scritturapura, Asti 2009
- Jesper Neergaard, Oltre. Viaggi immaginari, Pacini, Pisa 2009
- Lis Garde, Tutti fratelli. Henry Dunant, Castel, Châteauneuf 2009
- Mikkel Birkegaard, I delitti di uno scrittore imperfetto, Longanesi, Milano 2010
- Lene Kaaberbøl – Agnete Friis, Il bambino nella valigia, Fazi, Roma, 2010
- Morten Søndergaard, Ritratto con Orfeo e Euridice, Kolibris, Bologna 2010
- Jonas T. Bengtsson, Submarino, Marsilio, Venezia 2010
- Anne Lise Marstrand-Jørgensen, La guaritrice. Storia vera di Ildegarda di Bingen, Sonzogno, Venezia 2011
- Knud Rasmussen, Il grande viaggio in slitta, Quodlibet, Macerata 2011
- A.J. Kazinski, L'ultimo uomo buono, Longanesi, Milano 2011
- Stig Dalager, Quei due giorni di luglio, Lantana, Roma 2011
- Gretelise Holm, Spiriti ribelli, Lantana, Roma 2011
- Stian Hole, L'estate di Garmann, Donzelli, Roma 2011
- Elsebeth Egholm, Il danno, Einaudi, Torino 2011
- Peter Høeg, I figli dei guardiani di elefanti, Mondadori, Milano 2011
- Lene Kaaberbøl – Agnete Friis, Un quieto impercettibile omicidio, Fazi, Roma 2012
- Merete Pryds Helle, L'amore ai tempi della pietra, Scritturapura, Asti 2012
- Herman Bang – Klaus Mann, L'ultimo viaggio di un poeta, Iperborea, Milano 2012
- Sara Blædel, Mai più libera, Fazi, Roma 2012
- Stian Hole, Il segreto di Garmann, Donzelli, Roma 2012
- Torben Guldberg, Il canto dell'immortale, Longanesi, Milano 2012
- Gretelise Holm, Bastarde, Lantana, Roma 2012
- Inger Christensen, Scale d'acqua, Kolibris, Ferrara 2012
- Erling Jepsen. L'arte di piangere in coro, Voland, Roma 2013
- Mikkel Birkegaard, Il libro dei sogni, Longanesi, Milano 2013
- Stian Hole, Il paradiso di Anna, Donzelli, Roma 2013
- Morten Søndergaard, A Vinci, dopo – Gli alberi hanno ragione. Blog, Del Vecchio, Bracciano 2013
- Inger Christensen, Lettera in aprile, Kolibris, Ferrara 2013
- Kjersti A. Skomsvold, Più corro veloce, più sono piccola, Atmosphere Libri, Roma 2014
- Pia Juul, L'omicidio di Halland, Elliot, Roma 2014
- Michael Strunge, La velocità della vita, Elliot, Roma 2014
- Yahya Hassan, Yahya Hassan, Rizzoli, Milano 2014
- Inger Christensen, La stanza dipinta, Scritturapura, Asti 2014, 2021
- Fiabe lapponi, Iperborea, Milano 2014
- Villy Sørensen, Storie strane, Del Vecchio, Bracciano 2014
- Henrik Nordbrandt, La Casa di Dio, Kolibris, Ferrara 2014
- Helle Helle, Come fosse al presente, Scritturapura, Asti 2015
- Pia Juul, ho detto, dico, Kolibris, Ferrara 2015
- Fiabe danesi, Iperborea, Milano 2015
- Hans Christian Andersen, La fiaba della mia vita, Donzelli, Roma 2015
- Søren Ulrik Thomsen, Specchio scosso, Kolibris, Ferrara 2015
- Inger Christensen, La valle delle farfalle, Donzelli, Roma 2015
- Lene Kaaberbøl, Wildwitch. La prova del fuoco, Gallucci, Roma 2016
- Peter Høeg, L'effetto Susan, Mondadori, Milano 2016
- Josephine Klougart, Solo uno di noi dorme, Scritturapura, Asti 2017
- Fiabe svedesi, Iperborea, Milano 2017
- Lene Kaaberbøl, Wildwitch. Sangue di Viridiana, Gallucci, Roma 2017
- Ida Jessen, Una nuova epoca, Scritturapura, Asti 2018
- Knud Rasmussen, Aua, Adelphi, Milano 2018
- Søren Sveistrup, L'uomo delle castagne, Rizzoli, Milano 2019
- Petter Moen, Møllergata 19, Quodlibet, Macerata 2019
- Jens Peter Jacobsen, Marie Grubbe. Interni del diciassettesimo secolo, Carbonio, Milano 2019
- Fiabe norvegesi, Iperborea, Milano 2019
- Gertrud Tinning, Un tempo ingiusto, Mondadori, Milano 2020
- Leggende groenlandesi, Iperborea, Milano 2020
- Johannes V. Jensen, La caduta del re, Carbonio, Milano 2021
- Helle Helle, Se fosse, Scritturapura, Asti 2021
- Hans Christian Andersen, Un mondo diverso. Diari di viaggio da Napoli, Langella, Napoli 2021
- Hans Christian Andersen, Diari romani, Apeiron, Sant'Oreste (Roma) 2022
- Intorno al fuoco. Fiabe e storie della terra dei sami, raccolte da Emilie Demant Hatt, illustrazioni di Lavinia Fagiuoli, Iperborea, Milano 2022
- Jacob & Wilhelm Grimm, Biancaneve, illustrazioni di Nancy Ekholm Burkert, Camelozampa, Monselice 2023
- Jacob & Wilhelm Grimm, Cappuccetto rosso, illustrazioni di Lisbeth Zwerger, Camelozampa, Monselice 2023
- Jacob & Wilhelm Grimm, Raperonzolo, illustrazioni di Ericavale Morello, Camelozampa, Monselice 2023
- Knud Rasmussen, A nord di Thule. Diario di viaggio, Iperborea, Milano 2025
- Morten Søndergaard, Gli anarchici dei monti bianchi, RSS Press, Copenaghen 2025
- Morten Søndergaard, Samarcanda, Kolibris, Ferrara 2025
- Signe Gjessing, L’illuminazione di tutto, prefazione di Andrea Romanzi, Kolibris, Ferrara 2025

## Riconoscimenti
- 2000: Dansk-Italiensk Erhvervsforenings Journalistpris (Premio giornalistico dell'Associazione commerciale italo-danese) per il contributo alla conoscenza tra i due paesi.
- 2004: Hans Christian Andersen Prisen (Premio Hans Christian Andersen) per aver curato la prima traduzione completa delle fiabe di Andersen in italiano.
- 2009: Den Danske Oversætterpris (Premio danese per la Traduzione) per il complesso dell'attività di traduttore e divulgatore della letteratura danese in Italia.
- 2012: Premio Gregor von Rezzori – Città di Firenze per la traduzione di I figli dei guardiani di elefanti di Peter Høeg.
- 2013: Premio nazionale per la Traduzione, Edizione 2012, per l'attività complessiva.
- 2016: Premio Benno Geiger per la traduzione poetica (Fondazione Giorgio Cini, Venezia) per la traduzione di: Inger Christensen, La valle delle Farfalle.